# The Last Supper (Black Sabbath)
The Last Supper è un video live dei Black Sabbath. Esso venne registrato dopo la riunione del 1998 e contiene le migliori performance realizzate in occasione dell'Ozzfest di quell'anno. Oltre al live sono presenti anche alcune interviste ai componenti del gruppo.

## Tracce
1. War Pigs
2. N.I.B.
3. Electric Funeral
4. Fairies Wear Boots
5. Into The Void
6. Sweet Leaf
7. Snowblind
8. After Forever
9. Dirty Women
10. Black Sabbath
11. Iron Man
12. Children Of The Grave
13. Paranoid

## Componenti
- Ozzy Osbourne: cantante
- Tony Iommi: chitarra
- Geezer Butler: basso
- Bill Ward: batteria